# Torre de radio de Dudelange
El Torre de radio de Dudelange  o Transmisor de Dudelange (en luxemburgués: Sender vun Diddeleng) es una estructura de acero elevada e independiente que funciona como torre de transmisión de radio FM y televisión y alcanza una altura de 285 m cerca de Dudelange en Luxemburgo. La torre de Radio de Dudelange se completó en 1957. El 31 de julio de 1981, un avión militar belga se estrelló contra la torre. Los escombros de la torre mataron a una pareja en una casa cerca de la torre. Tras esto se reconstruyó una torre de menor altura que aún se conserva.